# Diebe – und Liebe
Diebe – und Liebe ist ein deutsches Stummfilm-Detektivlustspiel aus dem Jahre 1916 von Max Mack mit Hanni Weisse und Arnold Korff in den Hauptrollen.

## Handlung
Snifles und Snofles, zwei „geniale“ Detektive der Detektei Prudentia, werden auf einen gerissenen Hochstapler und Gauner angesetzt, der sich hochtrabend Fürst Monolescu nennt. Wieder einmal hat der Ganove zugeschlagen, als er gerade scheinbar eine Bank ausräumt. Sofort hängen sich die beiden Spürnasen an dessen Spur, die nach Hamburg führt. Dort finden sie heraus, dass Monolescu der Bräutigam der Tochter eines hoch angesehenen Konsuls namens Behrend ist. Als Snifles und Snofles auftauchen, wird gerade die Hochzeit gefeiert. Die beiden leicht vertrottelten Detektive bitten sogleich um einen Gesprächstermin beim Konsul, um ihm ihre Erkenntnisse mitzuteilen. Konsul Behrend gibt sich entrüstet, staunt aber nicht schlecht, als er feststellen muss, dass sich sein Schwiegersohn von der Hochzeitstafel wegbegeben und sich aus dem Staub gemacht hat. Während die Detektive noch nach Monolescus Spur fahnden, kehrt der Konsul an die Festtafel zurück und muss mit Erstaunen feststellen, dass der angeblich Flüchtige freudestrahlend an der Seite seiner jungen Braut sitzt.
Am nächsten Tag gibt das Verhalten des Fürsten erneut Rätsel auf: Er ist wieder einmal verschwunden und hinterließ einen Brief, in dem er mitteilt, dass er beim nächsten Mal alle offenen Fragen beantworten werde. Der Konsul tobt und verlangt von seiner Tochter, sich stante pede von diesem Subjekt wieder scheiden zu lassen. Die neue Fürstin scheint einzuknicken, in Wahrheit aber folgt sie ihrem entleuchten Gatten in die Schweiz, wohin dieser abgereist ist. Doch so leicht lassen sich Snifles und Snofles nicht abhängen, und bald haben sie das ungleiche Ehepaar in einem Hotel ausfindig gemacht. Monolescu beginnt dort mit den Vorbereitungen seines eigenen, vorgetäuschten Todes. Er schmiert sich mit dem Saft roter Rüben ein und „erschießt“ sich mit Platzpatronen. Snifles und Snofles stürzen in das Hotelzimmer und können nur noch den Tod des gesuchten Gauners feststellen. Während die beiden Spürnasen Marie Monolescu verhören, türmt klammheimlich der Totgeglaubte von seinem Bett, auf dem man ihn aufgebahrt hatte.
Um wenigstens Marie aus den Fängen des mutmaßlichen Schurken zu retten, wollen die Detektive die Konsul-Tochter zurück zum Vater schicken, bemerken aber nicht, dass Marie ihre Zofe als sich selbst einkleidet, sodass die falsche Konsultochter von den Detektiven auf den Weg gebracht wird. Marie selbst hat sich mit ihren flüchtigen Gatten am Bahnhof von Bern verabredet, wo dieser bereits in der Kluft eines Droschkenkutschers auf sie wartet. Schließlich werden die Detektive ausgerechnet vom falschen Droschkenkutscher gefahren, der sie zurück ins Hotel bringt und anschließend als Scheckfälscher anzeigt. So kommt es, als Snifles und Snofles ihre Schecks bei der Bank einlösen wollen, dass die beiden von der dortigen Polizei verhaftet und in Gewahrsam genommen werden. Am Ende stellt sich alles als großer Spaß heraus, den Fürst Monolescu sich mit der Zunft der Detektive (und offensichtlich zugleich mit dem zu dieser Zeit in Deutschland äußerst populären Genres des Detektivfilms) machen wollte. Wieder daheim bei seinen Schwiegereltern, klärt Monolescu mit Maries Hilfe seine Absichten auf, und Herr und Frau Konsul sind froh, dass sie ihr Kind nicht zur Frau eines Ganoven, sondern lediglich zu der eines Spaßvogels gegeben haben.

## Produktionsnotizen
Diebe – und Liebe entstand im Herbst 1916 im Greenbaum-Film-Atelier in Berlin-Weißensee und wurde am 27. Dezember 1916 in Wien erstmals gezeigt. Im Januar 1917 fand in Berlins Marmorhaus die deutsche Premiere statt. Der Vierakter besaß eine Länge von etwa 1600 Meter.

## Kritiken
Die Kinematographische Rundschau befand: „In dieser Detektiv-Komödie … hat sich die Regie Max Macks aufs beste bewährt. Arnold Korff und … Hanni Weisse, welche die beiden Hauptrollen darstellen, bringen dieselben durch ihr feines und dabei äußerst humorvolles Spiel zur vollen Geltung.“
Die Neue Freie Presse schrieb: „… eine lustige Detektivkomödie, der wohl die sogenannte Nervenspannung fehlt, die dafür aber den gesunden Humor in seine Rechte treten läßt.“
Die Grazer Mittags-Zeitung lobte: „Ein prächtiger Film welcher ebenso spannend als wie unterhaltend wirkt. (…) Die künstlerische Leistung Arnold Korffs und Hanni Weißes kommen in diesem Film ganz außerordentlich zur Geltung. Die ausgezeichnete Regie und prächtige Ausstattung erhebt den Film zu einem der glänzendsten Werke des Jahres.“